# Strøby Sogn
Strøby Sogn 
ist eine Kirchspielsgemeinde (dän.: Sogn)
auf der Insel Sjælland im südlichen Dänemark.
Bis 1970 gehörte sie zur Harde Stevns Herred im damaligen Præstø Amt, danach zur Vallø Kommune im Roskilde Amt, die im Zuge der  Kommunalreform zum 1. Januar 2007 in der Stevns Kommune in der Region Sjælland aufgegangen ist.

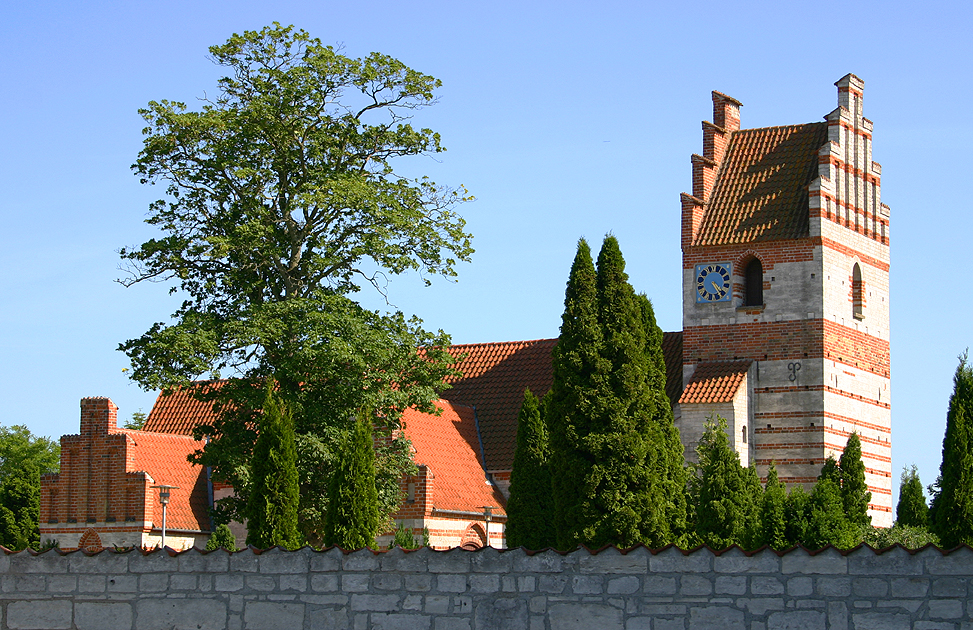
Strøby Kirke

Im Kirchspiel leben 6236 Einwohner, davon 705 im Kirchdorf Strøby und 4984 in der Küstenstadt Strøby Egede (Stand: 1. Januar 2023).
Im Kirchspiel liegt die Kirche „Strøby Kirke“.
Nachbargemeinden sind im Osten Magleby Stevns Sogn, im Süden Varpelev Sogn, im Südwesten Hårlev Sogn, Tårnby Sogn und Valløby Sogn, ferner in der benachbarten Køge Kommune im Westen Herfølge Sogn.